# Транзиторна ішемічна атака
Транзиторна ішемічна атака (ТІА, мікроінсульт[джерело?]) — тимчасове, короткострокове порушення мозкового кровообігу, що спричинює симптоми неврологічного дефіциту, які повністю зникають впродовж години. Раніше цей період визначався як максимум 24 години.
Якщо симптоми все ж повністю не зникають, йдеться вже про ішемічний інсульт (інфаркт головного мозку). На відміну від інсульту симптоми ТІА тривають протягом декількох хвилин чи годин, повністю зникаючи за добу. ТІА вважається типовим попередником мозкового інфаркту.

## Етіологія
Як відомо, причини ТІА значною мірою відповідають причинам інсульту. Крім того, ТІА час від часу виникають при інших захворюваннях, таких як мігрень (геміплегічна мігрень). На відміну від інсульту, збої в мігрені виникають не раптово й одночасно, а зазвичай поступово, один за одним. Попри ретельну діагностику, часто не виявляється причина виникнення ТІА.
Зазвичай причини тимчасових порушень мозкового кровообігу можуть бути досить різноманітними: стенозні процеси в магістральних судинах шиї та голови (атеросклероз); порушення серцевого ритму та кардіоміопатія; імовірне незрощення овального отвору; септичний ендокардит; синдром ортостатичної гіпотензії (наприклад, пізня стадія цукрового діабету).

## Симптоми
Симптоми ТІА такі ж, як у інсульту, особливо характерними є односторонній параліч руки та / або ноги (геміплегія або геміпарез), порушення мови (афазія), розлади мови (дизартрія) та порушення зору (швидкоплинна сліпота, диплопія). За визначенням, TIA не триває довше години, до цього часу всі симптоми мають усунутися.
Діагностика ТІА ускладнюється не тільки короткою тривалістю симптомів, а й кількома можливими диференційними діагнозами. У більшості випадків симптоми вже усуваються, коли пацієнти добираються до лікарні, і навіть процедури візуалізації не можуть дати чіткий діагноз, завдяки якому МРТ або КТ з контрастуванням (50 % чутливості) є найкращим дослідженням. Також застосовують УЗД сканування сонних артерій, для визначення ступеня стенозу.

## Диференційна діагностика
- Пухлини мозку
- Черепно-мозкова травма
- Гіпоглікемія та гіпоглікемічна кома
- Мігрень
- Розсіяний склероз
- Субарахноїдальний крововилив
- Синдром підключичного обкрадання
- Синдром подовженого інтервалу QT
- Інші цереброваскулярні хвороби

## Лікування
У гострій стадії (поки симптоми зберігаються) не можна розрізнити ТІА та інсульт. Тому лікування повинно базуватися на терапевтичних протоколах інсульту. Зокрема, вкрай необхідна швидка діагностика, яка, відповідно, повинна бути проведена в найближчі години у спеціалізованому відділенні.
У подальшому, (після того, як симптоми вщухли), слід звернути особливу увагу на те, що тимчасові ішемічні напади часто трапляються як предтеча «великого» інсульту, які у 10–30 % постраждалих відбуватимуться протягом наступних 5 років. Особливо це стосується перших трьох днів після ТІА, симптоми яких тривали більше десяти хвилин та у пацієнтів старше 60 років. Оцінка за шкалою ABCD2 може бути корисною для оцінки ризику.
Шкала ABCD2 базується на 5 параметрах:
- Age — Вік
- Blood pressure — Артеріальний тиск
- Clinical features — Клінічні симптоми
- Duration of TIA — Тривалість ТІА
- Diabetes — Діабет.

Кожен параметр оцінюють від 0 до 7 балів.
Пацієнти з паралічем або порушеннями мови піддаються більшій небезпеці, ніж пацієнти з порушеннями зору. Деякі причини TIA та інсульту можна успішно лікувати. Так, наприклад, антиагреганти та антикоагулянтні препарати при фібриляції передсердь або при атеросклерозі сонної артерії. Якщо судини, що постачають мозок, сильно звужені, кровообіг можна поліпшити за допомогою операції, наприклад каротидної ендартеректомії, або каротидного стентування за допомогою балонного катетера. Ці методи лікування часто є особливо корисними для пацієнтів після TIA, оскільки в них зберігається підвищений ризик інсульту, якщо етіологічні фактори не усувати.
Пілотне дослідження у Сполучених Штатах, проведене для захисту пацієнтів від інсульту шляхом введення судинного стента після ТІА, було припинено через триразове збільшення ризику інсульту на етапі набору в 2015 році.